# Mladé letá
Mladé letá (1953-1956 Slovenské nakladateľstvo detskej knihy) bylo (do 80. let jediné) slovenské specializované vydavatelství knih pro děti a mládež. V roce 2003 bylo spojeno se Slovenským pedagogickým nakladatelstvím do společnosti Slovenské pedagogické nakladateľstvo – Mladé letá, spol. s r.o.
V roce 1953 bylo vyčleněním z vydavatelství SÚV ČSM vytvořeno samostatné vydavatelství dětské literatury pod názvem Slovenské nakladateľstvo detskej knihy, které bylo v roce 1956 přejmenováno na Mladé letá.
Nakladatelství Mladé letá vydávalo mimo jiné edice pro nejmenší (omalovánky, vystřihovánky a pod.), pro mládež od 9 resp. 11 let (Zlatý kľúčik, Z rozprávky do rozprávky, Delfín, Stopy, Predávne príbehy a pod.), abonentskou edici Klub mladých čitateľov, teoretickou edici Otázky detskej literatúry a časopis Slniečko. Spolu s pražským vydavatelstvím dětské literatury Albatros, vydávalo měsíčník Zlatý máj.
Od roku 1965 vydavatelství každoročně udělovalo několik cen za dětskou literaturu.